# Grotte du Romito
La Grotte du Romito (italien : Grotta del Romito) est un site archéologique italien occupé au Paléolithique supérieur situé dans la commune de Papasidero, dans la province de Cosenza en Calabre. Il comprend un abri-sous-roche qui donne accès à une grotte et comporte l'un des plus anciens témoignages de l'art rupestre en Italie. C'est aussi l'un des très rares exemples d'association d'art rupestre et de sépultures.

## Histoire
Connu dès les années 1950, le site a été officiellement découvert en 1961 par Agostino Miglio, directeur du musée communal de Castrovillari. Une première campagne de fouilles, menées par Paolo Graziosi de l'été 1962 à 1968, a mis au jour deux sépultures doubles dans le refuge et deux autres tombes dans la grotte dans les niveaux épigravettiens, toutes datés entre 11 150 ± 150 et 10 960 ± 350 ans BP. Une nouvelle campagne dirigée par Fabio Martini a été entreprise en 2000, qui a permis de dégager deux nouvelles tombes dans la grotte dans des niveaux datés entre 12 200 et 13 000 ans BP. En 2010, une dernière sépulture, encore en cours d'exploration, a été découverte dans des niveaux datés de 16 000 ans BP.

## Description

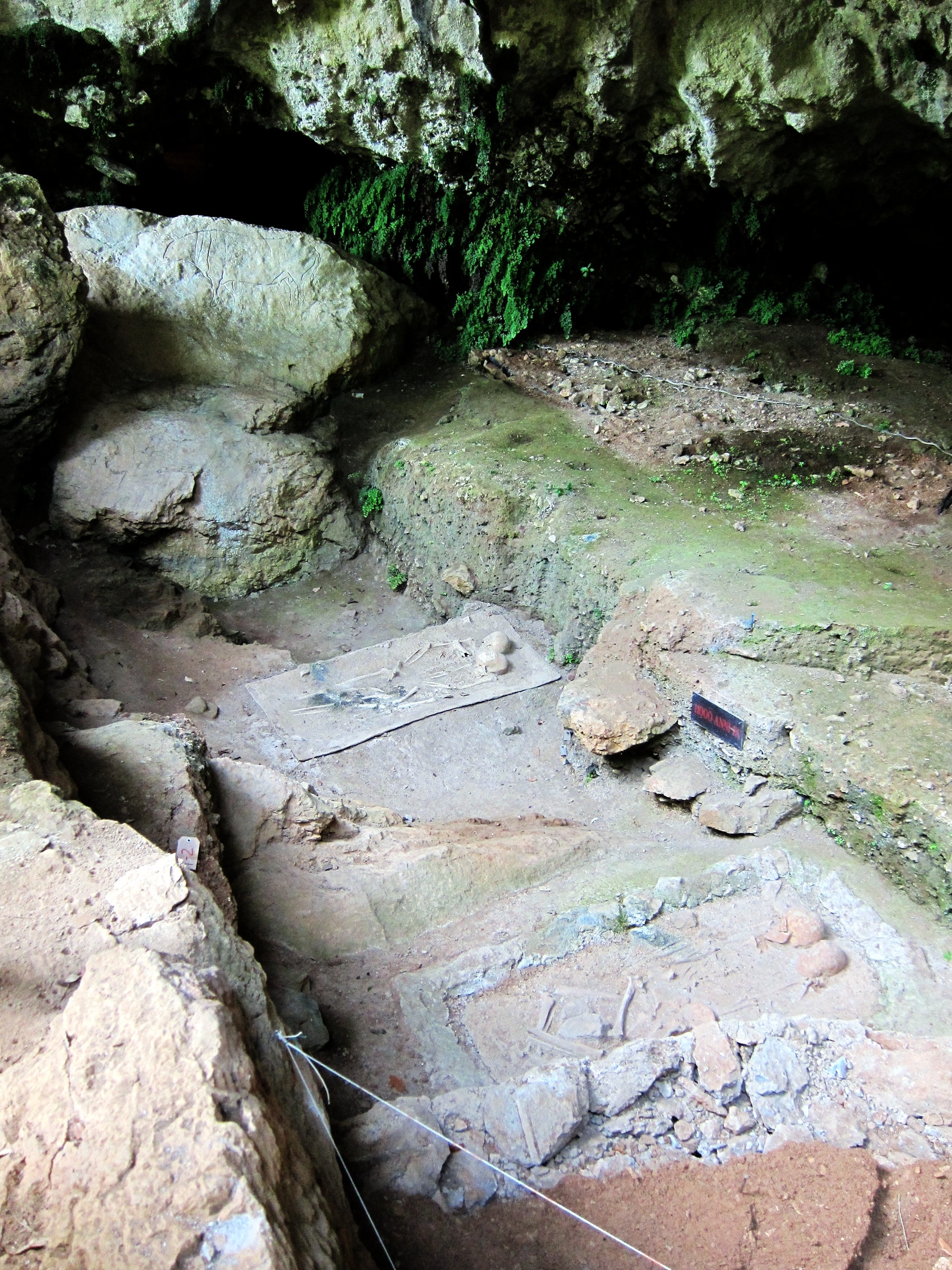
Le rocher gravé et les sépultures sous l'abri

Le site se compose d'un abri de 34 mètres de long qui donne accès à une grotte d'une vingtaine de mètres de long. 
À une extrémité de l'abri, une roche de 2,30 m de long, inclinée à 45°, porte une gravure d'aurochs de 1,20 m de long, parfaitement dessinée, une esquisse plus petite, au-dessous, et, à l’extrémité inférieure, une troisième petite tête de bovidé. Elle est suivie de deux sépultures occupées chacune par deux individus. La première contient une femme d'une vingtaine d'années et un adolescent d'une quinzaine d'années, allongés l’un à côté de l’autre (dits Romito 1 et Romito 2). L'adolescent couvre partiellement l'épaule gauche de la femme qui lui entoure les épaules de son bras gauche. Les individus sont tous deux de petite taille (1,45 m pour la femme et 85 cm pour l'adolescent qui souffre d'une forme de nanisme et de malformations). La tombe comprend deux morceaux de corne de Bos primigenius placés sur le fémur gauche de la femme et sur son épaule droite. 
La seconde sépulture comprend deux squelettes de sexes différents mais qui ne semblent pas avoir été inhumés ensemble. Il s’agit d’individus âgés d'une trentaine d'années, mesurant 1,40 m et 1,55 m, enterrés la tête et les épaules relevés par rapport au tronc et les genoux pliés (dits Romito 5 et Romito 6). Enfin, à l'autre extrémité du refuge, un rocher d'environ 3,50 m de long porte de nombreux symboles et scarifications. 
L’intérieur de la grotte comporte deux salles. Dans la première, deux tombes contiennent l'une un homme et l'autre une femme d'une vingtaine d'années, mesurant tous deux environ 1,60 m (dits Romito 3 et Romito 4). Découvertes au début des années 2000, deux autres tombes, situées à proximité des précédentes mais à des niveaux légèrement inférieurs, contiennent deux squelettes adultes allongés sur le dos (Romito 7 et Romito 8). Une pointe en silex accompagne Romito 7 en guise de mobilier funéraire. Enfin, découvert en 2010 à un niveau encore inférieur, un neuvième squelette de jeune homme est en cours d'analyse.
L'ensemble des sépultures est daté d'environ 11 000 à 16 000 ans BP. Le site a toutefois été utilisé très longtemps. Le gisement présente ainsi des traces d'occupation qui s'étendent d'environ 23 000 ans à 6 500 ans BP.

## Visites

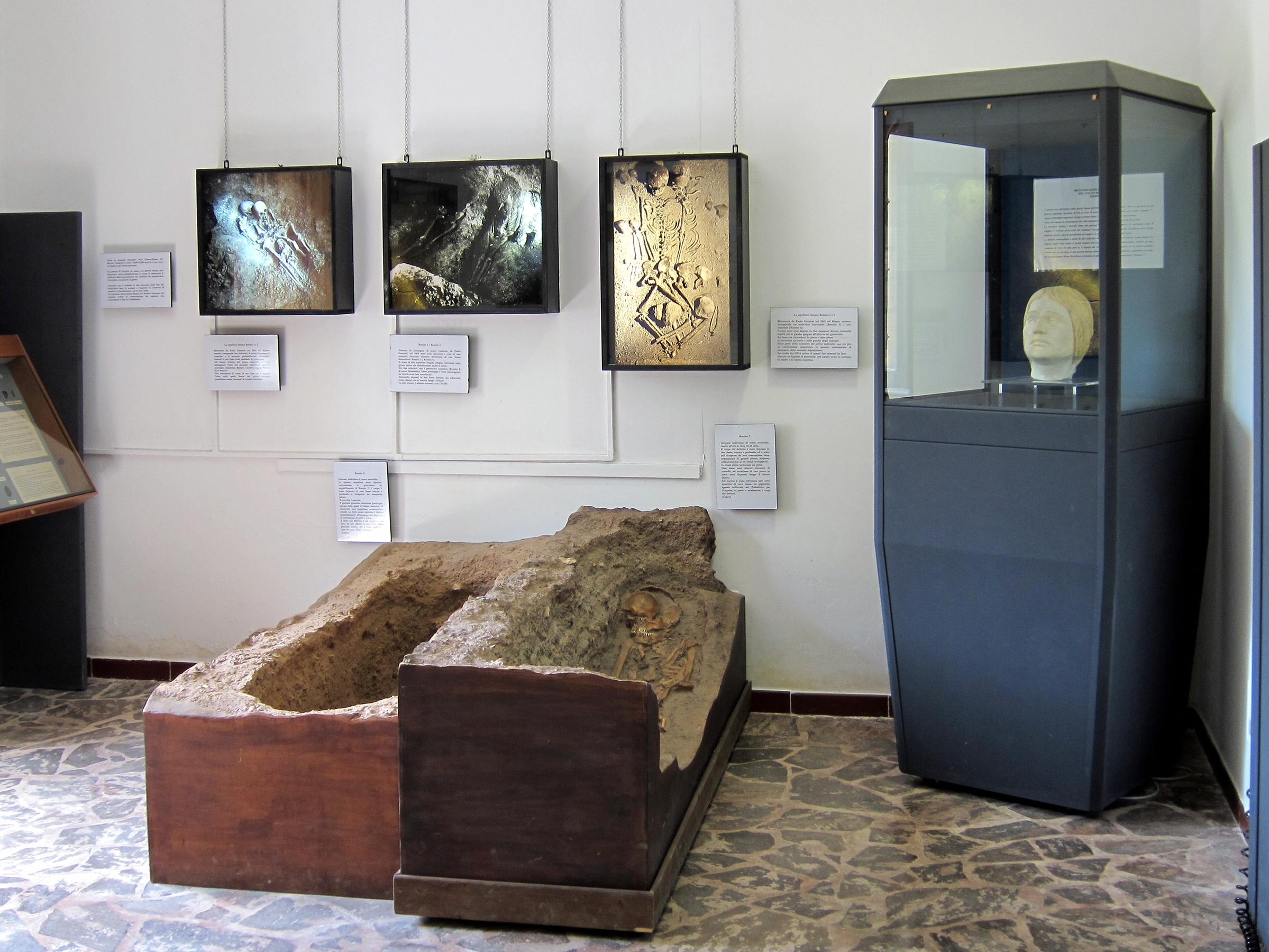
Photos et moulages des sépultures dans l'antiquarium.

Le site est ouvert au public et peut être visité toute l'année. Il est également doté d'un petit antiquarium où sont présentés des éléments de contexte, quelques matériaux collectés sur le site et des moulages de deux des sépultures (Romito 7 et Romito 8).